# КК КАОД
КК КАОД (грч. Κ.Α.Ο. Δράμας) je грчки професионални кошаркашки клуб из Драме. Тренутно се такмичи у Грчкој лиги.

## Историја
Основани су 1989, и већину година су играли у другој грчкој лиги. У сезони 2010/11. по други пут су освојили другу лигу и од тад су чланови највишег ранга.

## Успеси

### Национални
- Друга Грчка лига:

Првак (2): 2001, 2011.

## Познатији играчи
- Немања Радовић
- Филип Човић
- Един Бавчић